# 여신님이 보고 계셔
《여신님이 보고 계셔》는 한정석 작, 이선영 곡의 창작 뮤지컬이다. 2011년 CJ 크리에이티브 마인즈(Creative Minds) 뮤지컬 분야에 선정되었고, 제1회 서울뮤지컬페스티벌의 창작뮤지컬 육성지원사업인 예그린앙코르 최우수작으로 선정됐다.
아멜리 노통브의 소설 '황산'에 실린 로맹가리 일화에서 모티브를 얻은 작품으로, 6.25 전쟁 당시 가상의 섬을 배경으로 이야기를 펼쳤다. 2012년 서울뮤지컬페스티벌의 창작뮤지컬 지원 프로그램인 예그린앙코르에서 최우수상을 수상해 1억원의 지원금을 받았다. 2013년 연우무대에서 충무아트홀 소극장 블랙 초연을 맡았으며, 같은 해 5월부터 8월까지 아트원씨어터 1관에서 재연을, 2014년 4월부터 7월까지 두산아트센터 연강홀에서 삼연을 올렸다. 한정석은 2013 제19회 한국 뮤지컬대상 시상식에서 '극본상'을 수상했다.
2014년 9월 20일부터 10월 5일까지 600석 규모의 일본 세타가야 퍼블릭 씨어터에서 공연했으며, 2015년에는 6월 20일부터 10월 11일까지 서울 대학로 유니플렉스 1관에서 공연했다. 이 공연에서는 한영범 역에 배우 김종구·최호중·이준혁·조형균, 류순호 역에 박정원·려욱·고은성·신재범이 캐스팅됐다. 이창섭 역은 최대훈·심재현이 번갈아 무대에 오르며 신석구 역은 이규형·송유택이 맡는다. 조동현 역에 윤석현·윤동현, 변주화 역에 이지호·유제윤, 여신 역에 손미영·최주리가 출연했다.
2017년 9월 26일부터 2018년 1월 21일까지 대학로 유니플렉스 1관에서 공연한다.

## 줄거리
뮤지컬 '여신님이 보고 계셔'의 시공간적 배경은 6·25 전쟁이다. 1952년 국군 대위 한영범은 북한 인민군 간부인 이창섭을 비롯해 포로 4명을 수용소로 이송하는 임무를 맡았다. 그는 부하 신석구와 함께 이송선에 오른다. 그러나 기상악화로 배는 뒤집히고 무인도에 고립된다. 무인도에 고립된 남북의 병사들은 유일하게 난파선을 고칠 수 있지만 전쟁후유증으로 정신적으로 문제가 있는 북한 병사 류순호를 설득하려 한다. 한영범은 악몽에 시달리는 순호에게 섬을 지키는 존재인 여신 이야기를 만들어 들려준다. 이야기에 빠져든 순호는 여신님의 마음을 만족시키기 위해 무슨 일이든 하겠다고 한다. 나머지 남북 병사들은 순호를 설득하기 위해 '여신님이 보고 계셔'작전을 펼친다. 그들은 여신님을 위한 공동 규칙을 세우고 서로 예의를 차리는 생활을 시작한다.

## 캐스팅

### 2017년
- 한영범 역[7]: 김신의, 김재범, 성두섭

- 류순호 역[7]: 서은광, 윤지온, 정휘, 임진섭

- 이창섭 역[7]: 홍우진, 윤석원

- 신석구 역[7]: 김대현, 강기둥

- 조동현 역[7]: 조풍래, 호효훈

- 변주화 역[7]: 강성욱, 손유동

- 여신님 역[7]: 최연우, 유리아

## 수상
- 2012 서울뮤지컬 페스티벌 예그린 앙코르 최우수[8]
- 2013 국회대상 올해의 뮤지컬상[8]